# Панош, Иржи
Иржи Максим Панош (чеш. Jiří Maxim Panoš; родился 15 ноября 2007) — чешский футболист, полузащитник клуба «Виктория (Пльзень)».

## Клубная карьера
Панош начал футбольную карьеру в академии клуба «Клатови 1898». В 2019 году присоединился к футбольной академии клуба «Виктория (Пльзень)». В июле 2024 года подписал с клубом свой первый профессиональный контракт. 20 июля 2024 года дебютировал за «Викторию», выйдя на замену в матче чешской Шанс-лиги против пражской «Дуклы». 8 августа 2024 года 16-летний Панош забил гол в матче Лиги Европы УЕФА против «Кривбасса», став самым молодым чешским футболистом, забившим гол в еврокубках.

## Карьера в сборной
Панош выступал за сборные Чехии до 15, до 16, до 17 и до 19 лет.
В 2024 году сыграл на чемпионате Европы (до 17 лет), который прошёл на Кипре. Провёл на турнире три матча.